# Spodnje Stranje
Spodnje Stranje je naselje v Občini Kamnik.